# NGC 229
NGC 229는 안드로메다자리에 위치한 렌즈형 은하이다. 1879년 10월 10일, 프랑스인 천문학자 Édouard Stephan에 의해 발견되었다.